# 급진주의
정치에서 급진주의(영어: Radicalism, 急進主義)는 특정 이념을 과격, 급진적으로 실행하자는 이념 행동 경향의 총칭(總稱)이다.

## 개요

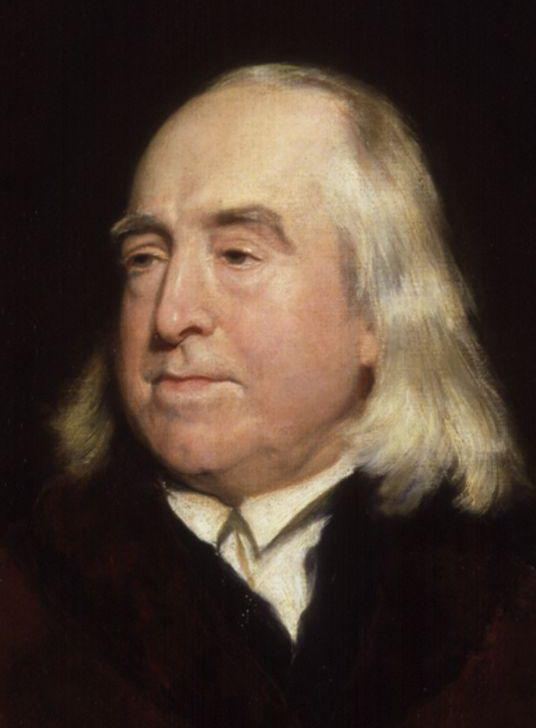
제레미 벤담은 영국 자유주의 운동이 급진적으로 실행되어야 할 정당성을 부여한 법철학자이다.

급진주의의 의미는 각 나라마다 조금씩 달랐는데, 용어 자체의 발흥(發興)은 영국에서 최초로 시작됐다. 1790년대 당시 급진주의 운동은 소극적 공리주의자였던 제레미 벤담을 중심으로 기존 군주제적 법제도, 문화, 사회적 체계 등을 비판했던 수 많은 학자들과 정치인들에 의해 발전된 자유주의 운동과 같은 의미였다. 당시엔 왕당주의(王黨主義)가 쇠퇴기에 있었지만 강력한 세력을 여전히 형성하고 있었고, 이에 대항한 자유주의 운동을 급진적으로 실행하자는 의견이 '급진주의'의 뜻과 등치되었던 것이다. 18세기 후반에 걸쳐 19세기 초반까지 이어진 일련의 자유주의 운동은 당시 유럽의 사회 질서를 바꿨고, 이후 급진주의는 기존 자유주의가 아닌 공리주의의 영향을 받은 공동체주의적 자유주의 사상 경향을 나타내는 용어로 대체되었다. 그리고 이전에 있었던 벤담의 자유주의는 '급진적 중도'로 대체되었다.

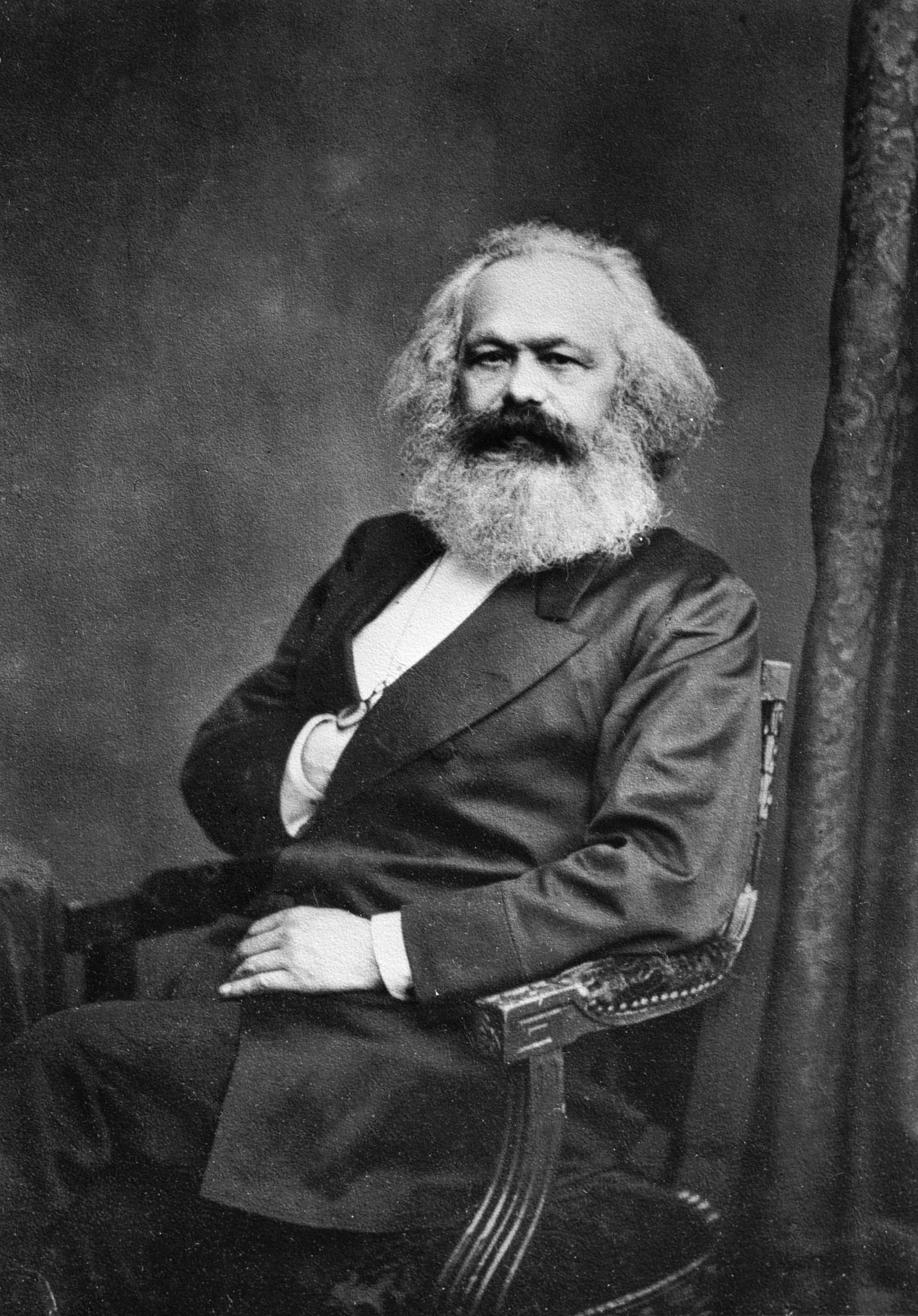
유럽 좌익급진주의의 흐름을 바꾼 칼 마르크스

독일의 경제철학자인 칼 마르크스는 급진적 사회주의를 최초로 주장했다. 그는 기존의 자유주의적 급진주의를 '소부르주아적 개량주의'로 취급했고, 사회 번혁의 선봉인 진정한 급진주의는 과학적 사회주의라고 주장했다. 마르크스주의의 영향을 받은 공산주의 혁명이 최초로 일어난 러시아에선 러시아 사회민주노동당의 급진파인 볼셰비키를 급진주의자라고 불렀다.
미국에서는 시어도어 루스벨트의 정책이 흔히 '급진주의 정책'이라고 불렸으며, 미국 사회에선 급진주의가 진보주의와 같은 뜻으로 이해되었다.
그 외, 역사적으로 급진적 여성주의, 급진적 생태주의, 급진 국가주의(국수주의) 등 다양한 이념들이 나타났다. 이러한 것을 볼 때 '급진주의'는 정치적으로 좌파 또는 우파가 될 수 있다. 급진적 정치 운동 경향을 볼 때, 해당 정치 운동의 가치개념들을 사회 발전 원리 또는 사회 유지 원리의 제일 기초적인 가치로 남겨두려는 경향이 강하다. 예를 들면 18세기에 일어났던 급진적 자유주의는 인간의 자유의지(自由意志)와 관용(寬容), 계몽주의 등을 기존 사회의 질서, 문화, 사상과 합치시켜 해당 사상의 가치개념들을 근본화하려고 했다. 급진적 여성주의도 세계관 원리를 여성과 남성의 대립, 즉, 양성대립이라는 주장을 하여 이것을 정치적 문제로 끌고왔다. 급진적 사회주의라고 불리는 공산주의 계열의 사회주의는 세상을 무산계급과 유산계급의 대립으로 보며, 세계관을 변증법적 유물론으로 보는 독자적인 체계를 구축했다.
이 외에도 급진적 국가주의인 국수주의는 국가를 최고 가치로 했고, 자민족과 타민족의 대립을 모든 대중의 사회적 활동에 대한 정당성을 부여했다. 이러한 점에서 급진주의는 목적을 위해 수단을 가리지 않는 경향이 강하다.
오늘날 급진주의를 표방하는 정치 세력에는 프랑스의 좌익급진당과 급진당, 칠레의 사회민주급진당 등이 있으며, 이들의 정치적 노선으로 말미암아 현재 정치 사상으로서의 급진주의는 급진적 사회자유주의 내지는 급진적 사회민주주의로서 이해되고 있다. 마르크스주의자들은 자유주의 좌파나 소부르주아 사회주의를 비판적인 어조로 지칭할 때 '급진주의'라는 용어를 사용한다. 프랑스 급진당이나 세르비아 급진당 등의 국가주의/민족주의적 성격을 근거로 급진주의를 민족적 사회자유주의로 받아들이는 경향도 존재한다. 마르크스는 일찍이 자코뱅을 비롯한 유럽의 급진적 공화주의자/자유주의자들을 급진주의자로 칭하기도 하였다.

### 극단주의와 차이점

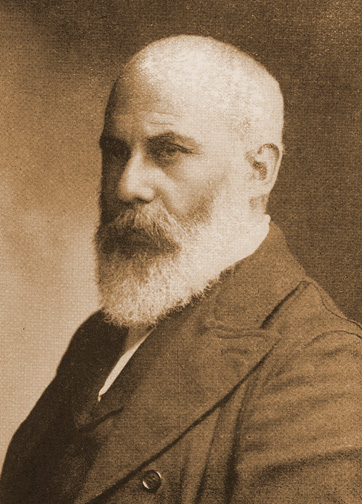
급진적인 생디칼리스트였던 다니엘 드 레온, 19세기 후반 당시 만연했던 노동조합의 보수화와 미국 좌익계의 엘리트주의를 비판했다.

급진주의와 극단주의(Extremism)는 정도의 차이에 불과하다. 극단주의의 일종은 민족사회주의, 기독교 근본주의, 이슬람 원리주의 등이 있는데, 이 이념들은 사실상 다른 의견(이념적 경향)을 수용하지 않는다. 하지만 급진주의에 해당하는 마르크스주의, 퀴어 이론, 급진 민주주의는 다른 이념을 수용할 수 있는 '중립성', 융통성이 존재한다.

### 역사적 의의
급진주의 특유의 '사회 비판의 급진성'은 기존 사회의 구습, 폐해를 극복할 수 있는 원동력이 되기도 했다. 역사적으로 폐해가 잦았던 시기의 정치인들은 온건적으로 문제를 해결하려는 경향이 강했으나, 실질적으로 이러한 경향이 사회의 구습, 폐해를 극복할 원동력으로 이어지진 못했다. 이에 반해 급진주의는 그 방법론이 다소 과격하고 때때로는 극단적이었지만, 사회 발전을 불러오는 큰 원동력이 되었다. 일례로 프랑스 대혁명, 영국 혁명 등은 급진주의자들이 일으킨 봉기였고 이것은 유럽 사회 전반에 계몽주의, 근대주의, 평등주의, 자유, 인권, 보편주의 윤리관 등을 보급하는 큰 전환기가 되었다. 마찬가지로 19세기에 일어난 일련의 사회주의 운동과, 러시아에서 일어난 10월 혁명은 당시 자유자본주의의 폐해였던 노동착취, 빈부격차 문제를 사회 지배층들이 다시 한번 생각하게 만들었고, 실제로 이러한 운동이 노동복지와 양극화 해소를 주요 정책으로 한 여러 정치인들이 나타날 수 있는 기반을 만들었다.
사회주의 진영 내부에서 나타났던 엘리트주의도 급진주의로 인해 다소 완화된 측면이 있다. 19세기 후반부터 사회민주주의자(개량주의자)들이 엘리트, 의회 노선으로 회귀하려는 경향을 보이자 프랑스의 사회주의자들이 생디칼리즘(급진적인 노동조합주의) 운동을 새로이 만들어 좌익계 내부의 엘리트주의에 반대한 점이 그것이다.
여성주의도 사실상 마찬가지이다. 자유주의적 여성주의는 양성 간의 근본적인 평등, 여성의 정치적 자유 등만 해결했을 뿐, 사실상 미시적인 관점에서 나타나는 성차별(性差別)을 해결하기 어려웠다. 급진적 여성주의는 전근대에 남아있던 구습의 영향과 자본주의 시대에서 미시적인 성차별(여성 저임금, 남존여비 문화, 직장 내 성차별 등)을 동시에 받던 여성 문제를 정치적으로 공론화하여 이를 해결할 것을 급진적으로 주장했으며, 사회가 어떻게 실질적으로 양성평등을 달성할 수 있는 지에 다시 고민하게 만들었다.

## 단점
하지만, 급진주의 정치 운동이 긍정적인 효과만 보였던 것은 아니었다. 급진적인 정치 운동은 자칫하면 사회적 일탈 현상을 만연하게 하는 원인이 되기도 한다. 또한 그 과정에서 겪는 피해도 크다. 일례로 중국에서 일어났던 급진적인 공산주의 정책인 대약진운동은 대량 아사자를 속출시켰다. 오늘날에 급진적인 사상 운동이 제대로 제어되지 못할 경우 어떠한 악영향을 끼치는 지 잘 보여주는 사례이다. 급진적 자유주의화는 자유주의 경제의 기반인 자본주의를 맹신하는 결과를 만들었으며, 정치 자유화, 경제 자유화 이후 경제적 불평등 문제가 나타났다는 것에 대해서 사회가 거의 제대로 된 대처를 하기 어려운 사회문화를 만들어냈다. 사실상 마찬가지로, 급진적 공산주의 사상의 대표격인 마르크스-레닌주의는 제국주의 문제와 자본주의 문제를 전 세계적으로 관심을 갖게 했지만, 동시에 마르크스-레닌주의 특유의 원리주의적 공산주의와 급진주의는 국가 내부에선 냉혹한 독재, 철권 독재가 이뤄지며, 사실상 극단주의로 빠져드는 원인을 제공했다. 마르크스-레닌주의로부터 나온 모택동주의는 급진주의를 넘은, 극단주의로 돌변했다.
급진적인 국가주의인 국수주의 또한 파시즘을 탄생시키는 비극(悲劇)을 불러왔다. 이러한 점에서 급진주의 운동은 사회 변혁에 큰 원동력을 제공하지만, 사상 경향을 제어할 힘이 해당 사회운동계에 존재하지 않으면 결국 극단주의가 되는 것이다.

## 같이 보기
- 극단주의
- 극좌
- 극우
- 저항